# Parafia Ścięcia Głowy św. Jana Chrzciciela w Szczytach-Dzięciołowie
Parafia Ścięcia Głowy św. Jana Chrzciciela – parafia prawosławna w Szczytach-Dzięciołowie, w dekanacie Bielsk Podlaski diecezji warszawsko-bielskiej. 
Na terenie parafii funkcjonuje 1 cerkiew:
- cerkiew Ścięcia Głowy św. Jana Chrzciciela w Szczytach-Dzięciołowie – parafialna.

W skład parafii wchodzą następujące wsie: Szczyty-Dzięciołowo, Szczyty-Nowodwory, Hołody i Krzywa. Do parafii należy 180 domów, czyli 450 osób.

## Historia
Parafia została erygowana w 1785. W 1900 parafia należała do dekanatu Kleszczele w nowo powstałej eparchii grodzieńskiej i brzeskiej. W skład parafii wchodziły wsie: Szczyty-Dzięciołowo, Hołody i Krzywa.
Według Pierwszego Powszechnego Spisu Ludności z 1921 roku trzy wsie, które do wybuchu I wojny światowej stanowiły parafię, zamieszkiwało 886 osób, w tym 829 wyznania prawosławnego (co stanowiło ponad 94% wszystkich mieszkańców tych miejscowości). Mimo to, niepodległe już, polskie władze nie wyraziły zgody na reaktywację parafii, a jej terytorium włączono do parafii w Orli. Reaktywowano jako samodzielną dopiero w 1940.

## Wykaz proboszczów
- 1786–1823 – ks. Jan Michniakiewicz
- 1824–1827 – ks. Michał Bańkowski
- 1828–1843 – ks. Symeon Koźmiński
- 1843–1847 – ks. Bazyli Piskanowski
- 1847–1860 – ks. Mikołaj Bazylewski
- 1861–1869 – ks. Onufry Gogolewski
- 1870 – ks. Bazyli Markiewicz
- 1871–1912 – ks. Lew Goworski
- 1913–1915 – ks. Mikołaj Skorkowski
- Przerwa w działalności parafii (bieżeństwo)
- 1920 – ks. Mikołaj Skorkowski
- 1921–1924 – ks. Włodzimierz Naumienko
- 1925–1927 – o. Witalij
- 1928–1929 – ks.Joakim Kuderski
- 1930–1934 – o. hieromnich Benedykt (Tomaszewski)
- 1934 – ks. Mikołaj Skabałłanowicz
- 1934 – ks. Włodzimierz Drużyłowski
- 1934–1935 – ks. Witalij Borowski
- 1935–1942 – ks. Mikołaj Kość
- 1942–1951 – ks. Rafał Czystowski
- 1960 – ks. Mikołaj Kulczycki
- 1960–1967 – ks. Józef Wojciuk
- 1967–1977 – ks. Włodzimierz Antiporowicz
- 1977–2001 – ks. Michał Łukaszuk
- od 2001 – ks. Jan Stepaniuk